# Welle: Erdball

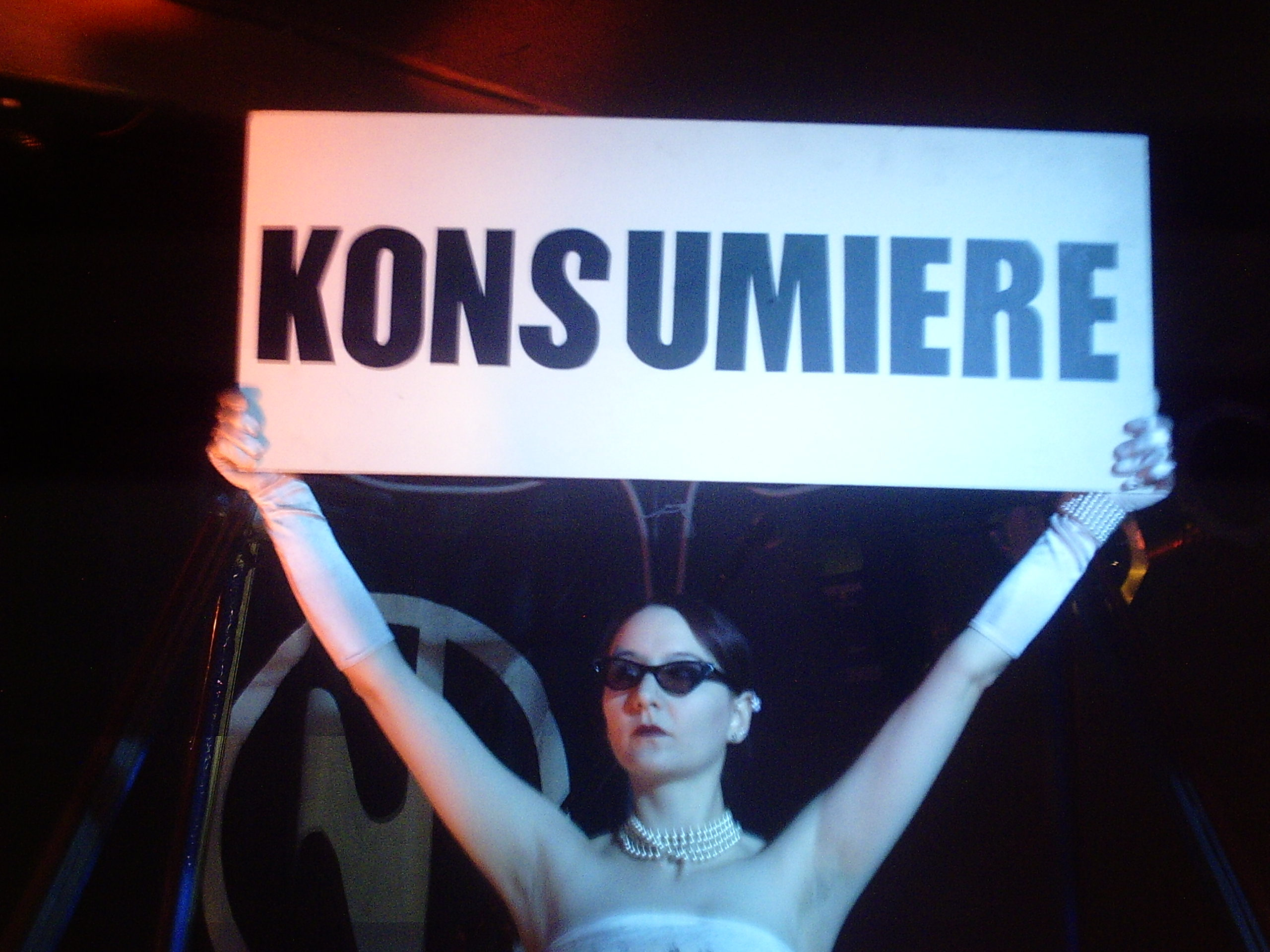
'Consumeer': een typerend staaltje ironie van de groep

Welle: Erdball (soms afgekort tot W:E) is een in 1990 gestichte Duitse groep die vaak de pioniers van de bitpop worden genoemd. Het uitvoerig gebruik van de SID-geluidschip (MOS Technology 6581) van de Commodore 64 zorgt voor een erg herkenbare sound. Hun muziek lijkt enigszins op die van de pioniers in de elektronische muziek, Kraftwerk.

## Naam en stijl
De naam betekent letterlijk "Golf: Aardbol" (golf in de betekenis van 'frequentie' of 'radio-golf'). Welle: Erdball maakt zeer melodieuze muziek, die ook aan de synthipop herinnert: het zijn echte meezingers. Hun optredens worden gekenmerkt door een klemtoon op het kunstmatige: ze maken graag gebruik van neonlampen, en ze wrijven gel in hun haar en dragen handschoenen. Titels als 'Wir wollen keine Menschen sein' en 'Laßt uns ein Computer sein' spreken boekdelen: het is een band die de nadruk op het synthetische karakter van de jaren 80-pop legt. Een van hun bekendste nummers is 'Arbeit adelt', waarin ze met de prestatiegerichte industriële samenleving de spot drijven.
Welle: Erdball concipieert zichzelf als een radiozender; hun albums worden niet Album, maar Sendung genoemd, en op hun cd's staan dan ook weerberichten, nieuwsuitzendingen en kunstmatige gecreëerde storingen van de FM-band. In esthetisch opzicht kiest de groep voor een jaren 50-imago; ze hebben een nummer over telegrafen, de Volkswagen Kever en Super 8-filmpjes, en hun videoclips vertonen een obsessie voor techniek en technologie uit het midden van de 20ste eeuw. Tekstueel gezien steken ze dikwijls de draak met de oppervlakkigheid van de consumptiemaatschappij, en ficken (neuken) is een woord dat ook in meerdere van hun songs voorkomt (zoals ‘Bill Gates, komm fick mit mir’).
Na een aantal wissels onder de vrouwelijke bandleden in de beginjaren van Welle: Erdball, bestond de groep uit A.L.F., Honey, Venus en Fräulein Plastique als kernleden. Daarnaast geldt ook de Commodore 64 als vast bandlid. Fräulein Plastique verliet de groep in 2013 om in Zweden te gaan studeren, en werd door Lady Lila vervangen.
Sinds 2007 zitten leden van Welle: Erdball samen met leden van Die Perlen, Hertzinfarkt en Sonnenbrandt in het muziekproject Die Funkhausgruppe. De Funkhausgruppe brengt ook de officiële videoclips uit.

## Films
Welle: Erdball heeft in samenwerking met Funkhausproduktion twee Lowbudgetfilms uitgebracht. In 2008 kwam 'Operation: Zeitsturm – Der Welle: Erdball-Film' uit. In deze 80 minuten durende film vindt Honey aantekeningen van de (fictieve) wetenschapper Alois Haberl. Deze wetenschapper werd in de Tweede Wereldoorlog door de nazi’s gedwongen een tijdmachine te ontwerpen. Met de aantekeningen waarop staat hoe de machine afgemaakt moet worden, kunnen Honey en zijn medebandleden de dochter van Alois Haberl redden. Honey was zowel voor het draaiboek als voor de soundtrack verantwoordelijk.
Op het Amphi Festival in 2010 werd 'Operation: Atahualpa' gepresenteerd. Dit is een vervolg op Operation: Zeitsturm. Het verhaal gaat over twee avonturiers die de hele wereld afzoeken op zoek naar schatten zoals nazigoud, yeti-foto's en piratenschatten. Met de hulp van de verwarde professor Sanders ontdekken ze in Peru de restanten van Atahualpa, en schat waar veel legendes aan vast zitten. Maar de vloek van de laatste incakoning volgt hen naar Duitsland.

## Leden

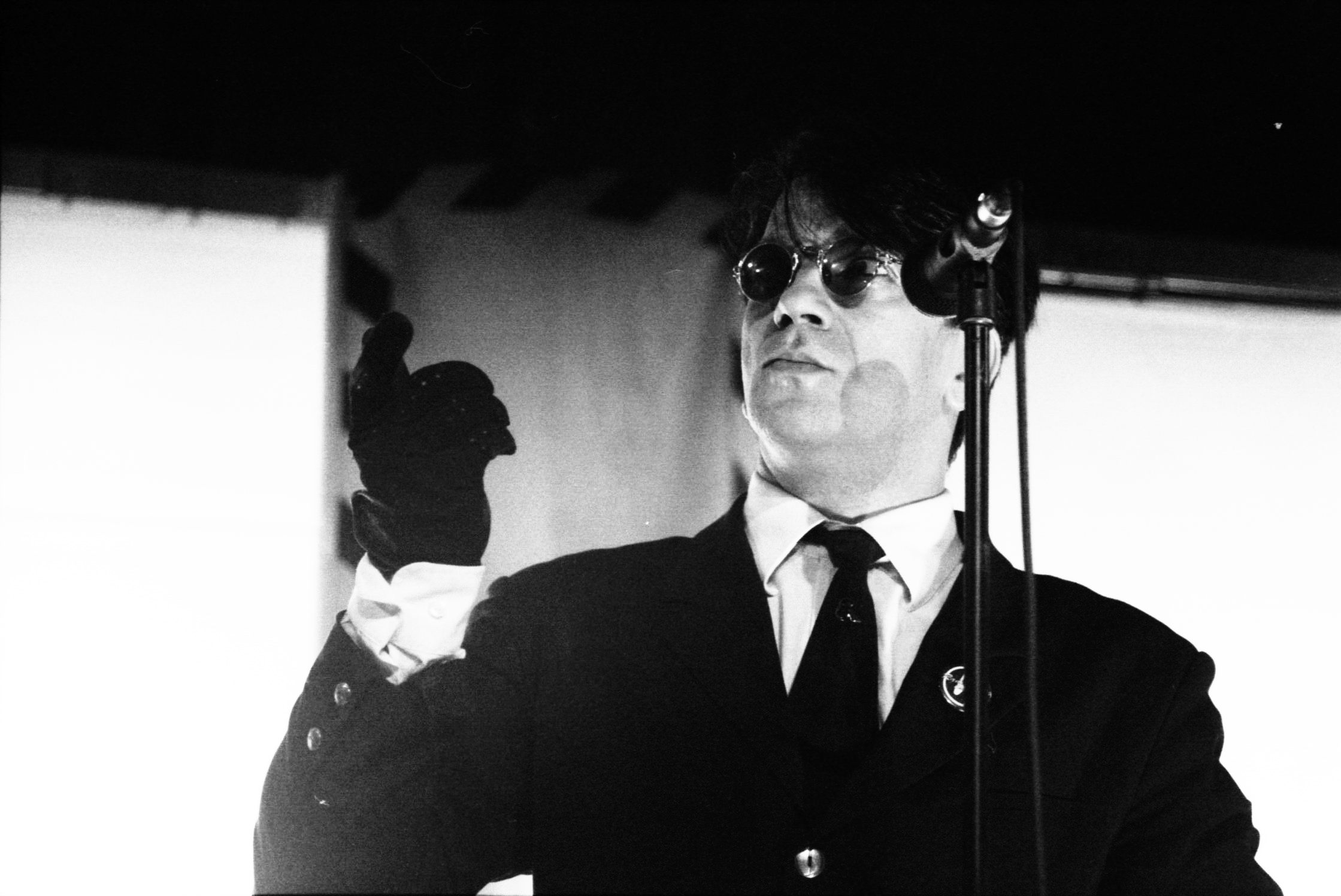
Hannes "Honey" Malecki lyrics, vocals
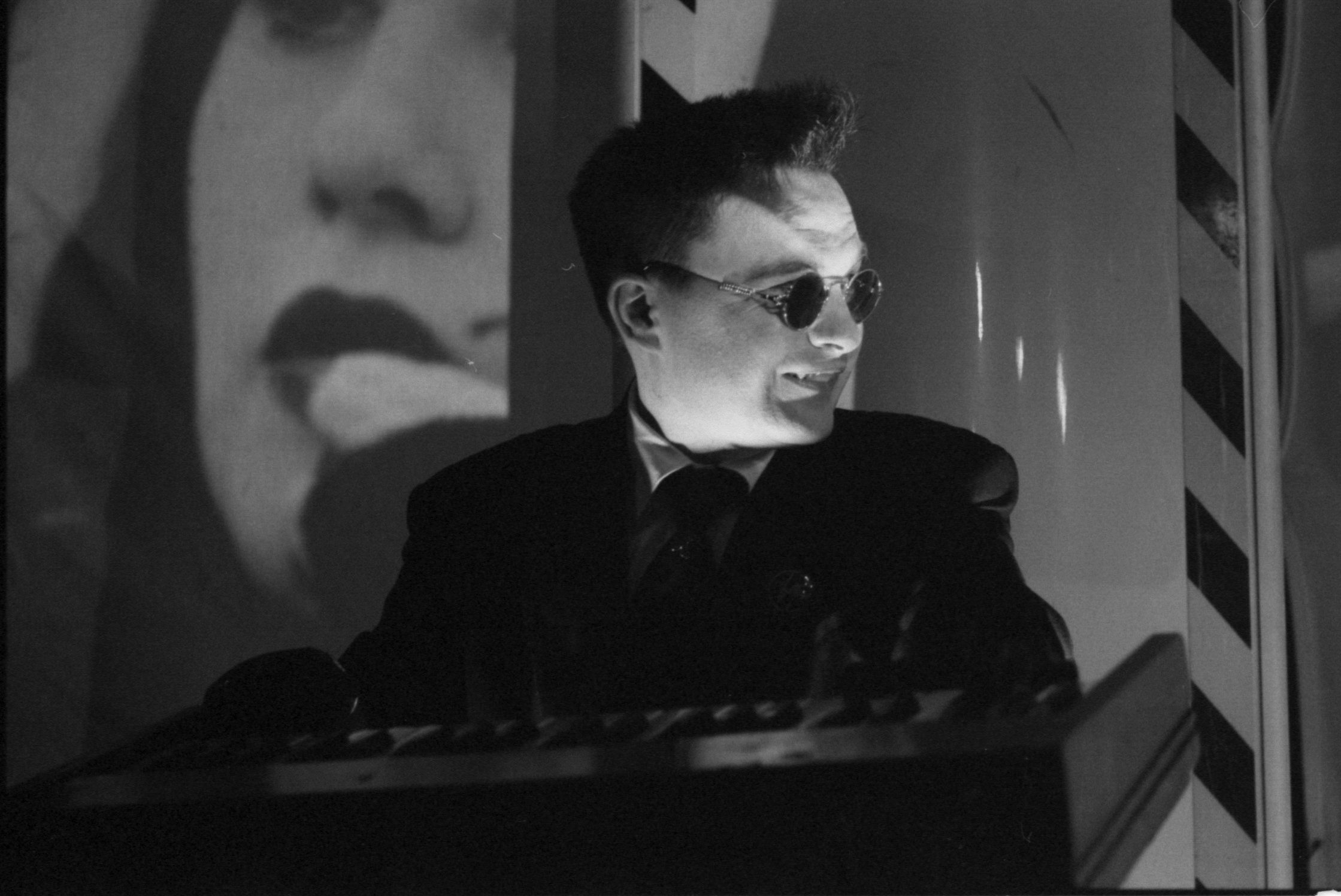
Alf "A.L.F." Behnsen music, programming
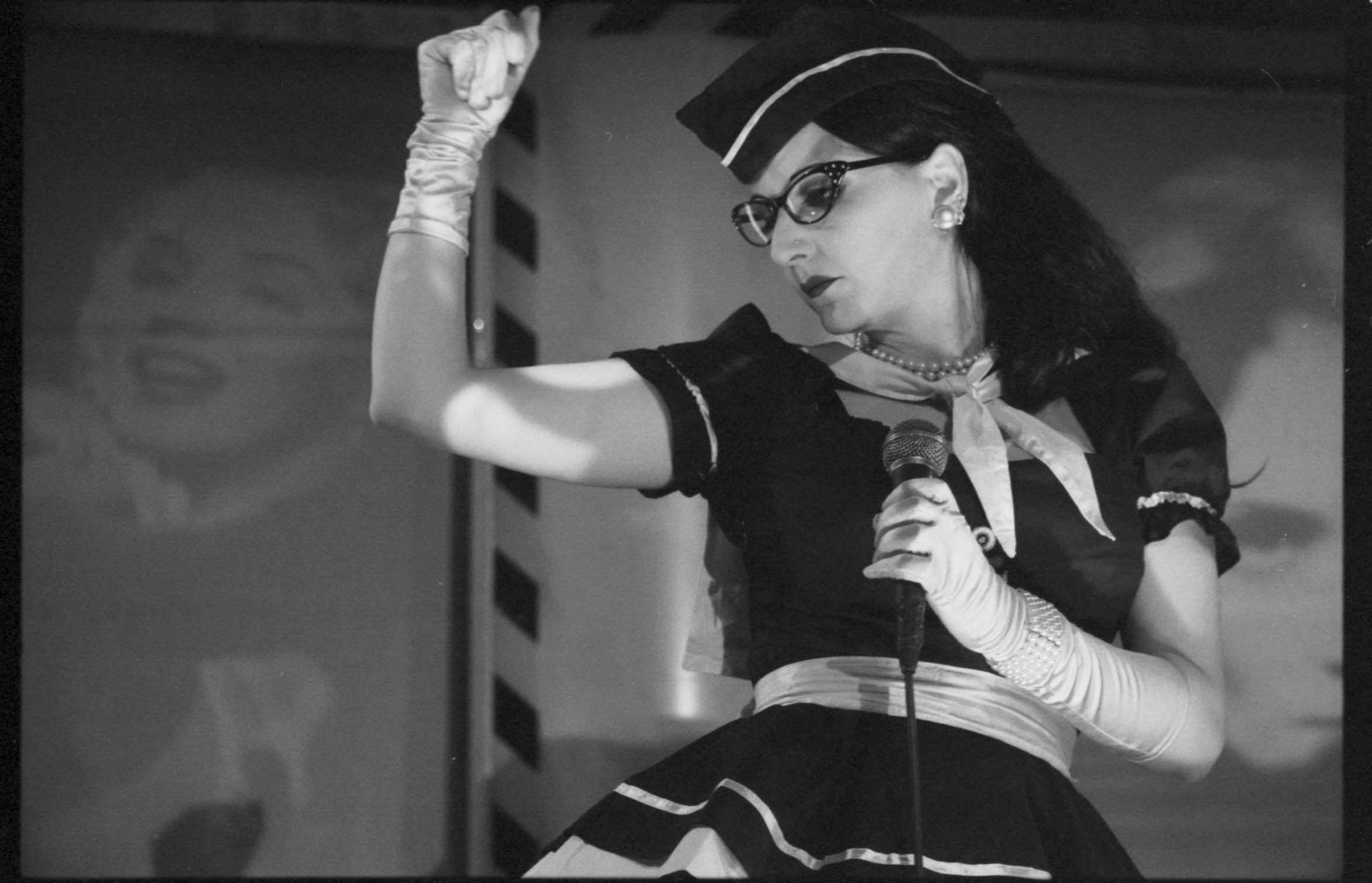
Frl. Venus percussions, vocals
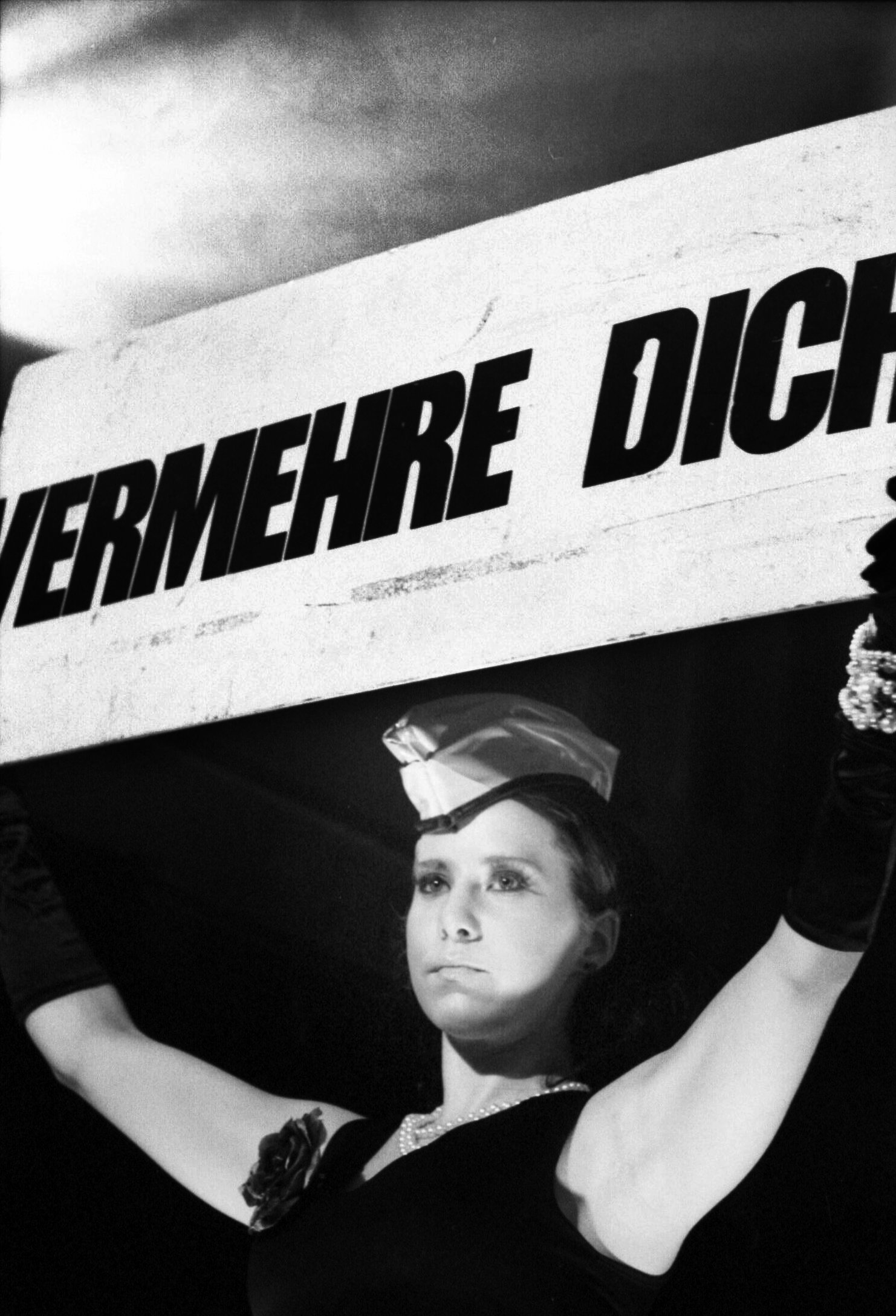
Plastique percussions, vocals (ex, vanwege studie)

## Discografie

### Demo-opnames
- 1991: Der Sinn des Lebens (Verscheen onder de naam Honigmond)
- 1992: Es ist an der Zeit (gelimiteerde oplage van 50 exemplaren)
- 1996: Telephon W-38 (gelimiteerde oplage van 200 exemplaren, eerste Fanclubeditie)

### Albums
- 1994: Frontalaufprall
- 1995: Alles ist möglich
- 1996: Tanzpalast 2000
- 1998: Der Sinn des Lebens
- 2002: Die Wunderwelt der Technik, ook gelimiteerd als dubbel-cd in digipak; 2005 als Picture-LP, gelimiteerde oplage van 500 exemplaren)
- 2004: Horizonterweiterungen LP, gelimiteerde oplage van 2000 exemplaren
- 2006: Chaos Total, 2009 als Picture-LP, gelimiteerde oplage van 500 exemplaren
- 2010: Operation: Zeitsturm, met film-dvd (ook een gelimiteerde oplage in digiboek met bonus-dvd)
- 2014: Tanzmusik für Roboter

### Singles
- 1993: Nyntändo-Schock (van Frontalaufprall)
- 1995: W.O.L.F. (van Alles ist möglich)
- 1996: Telephon W-38 MC (van Tanzpalast 2000), gelimiteerde oplage van 2000 exemplaren
- 1998: Deine Augen / Arbeit adelt! (van Der Sinn des Lebens)
- 2000: Starfighter F104G (van Die Wunderwelt der Technik)
- 2001: VW-Käfer & 1000 Tage (van Die Wunderwelt der Technik)
- 2001: Super 8 (van Die Wunderwelt der Technik)
- 2003: Nur tote Frauen sind schön
- 2008: Ich bin aus Plastik cd, ook 7″-lp, gelimiteerd op 1000 exemplaren
- 2010: Die Singles 1993–2010 10-dubbel-cd, gelimiteerd op 3000 exemplaren
- 2013: Computerklang (Vollversion) - ep

## Filmografie
- 2008: Operation: Zeitsturm
- 2010: Operation: Atahualpa[3]